# قلعه پوسکان
قلعه پوسکان از قلعه‌ها و آثار تاریخی مهم بخش جره و بالاده در استان فارس است که بر بلندای تپه‌ای، قلعه ای تاریخی به جا مانده است که به قلعه پوسکان شهرت دارد. قعله مذکور متعلق به دورهٔ ساسانی و اوایل دوره اسلامی و به صورت چهار گوش و با شش برج و بارو در دوطبقه ساخته شده‌است به احتمال زیاد این قلع محلی برای حاکم‌نشین منطقه بوده وامروزه در اطراف ان اثار و بقایای تمدنی را می‌توان شاهد بود. ساختمان قلعه مذکور با وجود گذشت ۱۸۰۰ سال هنوز تقریباً سالم مانده‌است.